# Ligue des champions de l'UEFA 2001-2002
Navigation
Édition précédente Édition suivante
La Ligue des Champions 2001-2002 est la 47e édition de la plus importante compétition inter-clubs européenne de football. Elle oppose les meilleurs clubs européens qui se sont illustrés dans leurs championnats respectifs la saison précédente.
La compétition est remportée par le Real Madrid, qui bat en finale le Bayer Leverkusen le 15 mai 2002 au Hampden Park de Glasgow. Le club espagnol remporte le trophée pour la neuvième fois de son histoire.

## Participants
|     | Espagne              | Italie   | Allemagne     |
| --- | -------------------- | -------- | ------------- |
| 1er | Real Madrid          | AS Rome  | Bayern Munich |
| 2e  | Deportivo La Corogne | Juventus | FC Schalke 04 |

|     | Angleterre        | France             | Pays-Bas      |
| --- | ----------------- | ------------------ | ------------- |
| 1er | Manchester United | FC Nantes          | PSV Eindhoven |
| 2e  | Arsenal           | Olympique lyonnais | Feyenoord     |

|     | Grèce      | Russie         | République tchèque | Portugal    |
| --- | ---------- | -------------- | ------------------ | ----------- |
| 1er | Olympiakos | Spartak Moscou | Sparta Prague      | Boavista FC |

| Troisième tour de qualification | Troisième tour de qualification |
| --- | --- |
| - Champion - Turquie : Fenerbahçe SK - Ukraine : Dynamo Kiev - Norvège : Rosenborg BK - Suisse : Grasshopper Zurich - Écosse : Celtic Glasgow - Autriche : FC Tirol Innsbruck - Deuxième - Grèce : Panathinaïkos - Russie : Lokomotiv Moscou - République tchèque : Slavia Prague | - Troisième - Espagne : RCD Majorque - Italie : Lazio Rome - Angleterre : Liverpool FC - Allemagne : Borussia Dortmund - France : Lille OSC - Pays-Bas : Ajax Amsterdam - Quatrième - Espagne : FC Barcelone - Italie : Parme FC - Allemagne : Bayer Leverkusen |
| Deuxième tour de qualification | |
| - Champion - Belgique : RSC Anderlecht - Israël : Maccabi Haïfa - Pologne : Wisła Cracovie - Yougoslavie : Étoile rouge de Belgrade - Bulgarie : PFK Levski Sofia - Croatie : Hajduk Split - Suède : Halmstads BK - Danemark : FC Copenhague - Slovaquie : FK Inter Bratislava - Roumanie : Steaua Bucarest - Hongrie : Ferencváros - Slovénie : NK Maribor - Chypre : Omonia Nicosie | - Deuxième - Portugal : FC Porto - Turquie : Galatasaray SK - Ukraine : Chakhtar Donetsk - Norvège : SK Brann - Suisse : FC Lugano - Écosse : Rangers FC |
| Premier tour de qualification | |
| - Finlande : FC Haka Valkeakoski - Lettonie : Skonto Riga - Moldavie : Sheriff Tiraspol - Géorgie : Torpedo Koutaïssi - Bosnie-Herzégovine : Željezničar Sarajevo - Lituanie : FBK Kaunas - Islande : KR Reykjavik - Macédoine : Sloga Jugomagnat Skopje - Biélorussie : Slaviya Mozyr - Irlande : Bohemian FC                                                                        | - Malte : Valletta FC - Arménie : Araks Ararat - Pays de Galles : Barry Town - Albanie : Vllaznia Shkodër - Estonie : Levadia Maardu - Irlande du Nord : Linfield FC - Luxembourg : F91 Dudelange - Îles Féroé : VB Vágur - Azerbaïdjan : FK Şəmkir             |

## Phase préliminaire à élimination directe

### Premier tour de qualification
| Équipe 1                | Résultat | Équipe 2             | Aller | Retour |
| ----------------------- | -------- | -------------------- | ----- | ------ |
| Levski Sofia            | 4 - 0    | Željezničar Sarajevo | 4 - 0 | 0 - 0  |
| Linfield FC             | 0 - 1    | Torpedo Koutaïssi    | 0 - 1 | 0 - 0  |
| KR Reykjavik            | 2 - 2E   | KS Vllaznia Shkodër  | 2 - 1 | 0 - 1  |
| Sloga Jugomagnat Skopje | 1 - 1E   | FBK Kaunas           | 0 - 0 | 1 - 1  |
| VB Vágur                | 0 - 5    | Slaviya Mozyr        | 0 - 0 | 0 - 5  |
| Bohemian FC             | 3 - 0    | Levadia Maardu       | 3 - 0 | 0 - 0  |
| Barry Town FC           | 3 - 0    | FK Şəmkir            | 2 - 0 | 1 - 0  |
| Valletta FC             | 0 - 5    | FC Haka Valkeakoski  | 0 - 0 | 0 - 5  |
| F91 Dudelange           | 2 - 6    | Skonto Riga          | 1 - 6 | 1 - 0  |
| Araks Ararat            | 0 - 3    | Sheriff Tiraspol     | 0 - 1 | 0 - 2  |

### Deuxième tour de qualification
| Équipe 1            | Résultat | Équipe 2                 | Aller | Retour   | Tab   |
| ------------------- | -------- | ------------------------ | ----- | -------- | ----- |
| RSC Anderlecht      | 6 - 1    | Sheriff Tiraspol         | 4 - 0 | 2 - 1    | -     |
| Chakhtar Donetsk    | 4 - 2    | FC Lugano                | 3 - 0 | 1 - 2    | -     |
| Ferencváros         | 0 - 0    | Hajduk Split             | 0 - 0 | 0 - 0 ap | 4 - 5 |
| Bohemian FC         | 1 - 4    | Halmstads BK             | 1 - 2 | 0 - 2    | -     |
| Torpedo Koutaïssi   | 2 - 4    | FC Copenhague            | 1 - 1 | 1 - 3    | -     |
| Omonia Nicosie      | 2 - 3    | Étoile rouge de Belgrade | 1 - 1 | 1 - 2    | -     |
| FC Haka Valkeakoski | 3 - 1    | Maccabi Haïfa            | 0 - 1 | 3 - 0    | -     |
| Levski Sofia        | 1 - 1E   | SK Brann                 | 0 - 0 | 1 - 1    | -     |
| Galatasaray         | 6 - 1    | KS Vllaznia Shkodër      | 2 - 0 | 4 - 1    | -     |
| FC Porto            | 9 - 3    | Barry Town FC            | 8 - 0 | 1 - 3    | -     |
| Steaua Bucarest     | 5 - 1    | Sloga Jugomagnat Skopje  | 3 - 0 | 2 - 1    | -     |
| Skonto Riga         | 1 - 3    | Wisła Cracovie           | 1 - 2 | 0 - 1    | -     |
| Slaviya Mozyr       | 0 - 2    | Inter Bratislava         | 0 - 1 | 0 - 1    | -     |
| NK Maribor          | 1 - 6    | Rangers FC               | 0 - 3 | 1 - 3    | -     |

### Troisième tour de qualification
| Équipe 1                 | Résultat | Équipe 2           | Aller | Retour  |
| ------------------------ | -------- | ------------------ | ----- | ------- |
| Galatasaray              | 3 - 2    | Levski Sofia       | 2 - 1 | 1 - 1   |
| Étoile rouge de Belgrade | 0 - 3    | Bayer Leverkusen   | 0 - 0 | 0 - 3   |
| Ajax Amsterdam           | 2 - 3    | Celtic FC          | 1 - 3 | 1 - 0   |
| Chakhtar Donetsk         | 1 - 5    | Borussia Dortmund  | 0 - 2 | 1 - 3   |
| Wisła Cracovie           | 3 - 5    | FC Barcelone       | 3 - 4 | 0 - 1   |
| Halmstads BK             | 3 - 4    | RSC Anderlecht     | 2 - 3 | 1 - 1   |
| FC Porto                 | 5 - 4    | Grasshopper Zurich | 2 - 2 | 3 - 2   |
| Lokomotiv Moscou         | 3 - 2    | FC Tirol Innsbruck | 3 - 1 | 0 - 1   |
| Rangers FC               | 1 - 2    | Fenerbahçe         | 0 - 0 | 1 - 2   |
| Inter Bratislava         | 3 - 7    | Rosenborg BK       | 3 - 3 | 0 - 4   |
| Slavia Prague            | 1 - 3    | Panathinaïkos      | 1 - 2 | 0 - 1   |
| Parme FC                 | 1 - 2    | Lille OSC          | 0 - 2 | 1 - 0   |
| Steaua Bucarest          | 3 - 5    | Dynamo Kiev        | 2 - 4 | 1 - 1   |
| FC Copenhague            | 3 - 5    | Lazio Rome         | 2 - 1 | 1 - 4   |
| FC Haka Valkeakoski      | 1 - 9    | Liverpool FC       | 0 - 5 | 1 - 4   |
| Hajduk Split             | 1 - 2    | RCD Majorque       | 1 - 0 | 0 - 2ap |

## Première phase de groupes
Les 32 équipes sont réparties en huit groupes de quatre où elles s'affrontent en matchs aller-retour sur six journées. Les deux premiers de chaque groupe se qualifient pour la deuxième phase de groupes tandis que les troisièmes de chaque groupe sont reversés seizièmes de finale de la coupe UEFA. En cas d'égalité dans un groupe à l'issue de la dernière journée, on utilise pour départager les équipes six critères dont cinq sur les matchs de groupe : tout d'abord les points obtenus dans les matchs particuliers (1), puis la différence de buts dans les matchs particuliers (2), puis le nombre de buts inscrits à l'extérieur dans les matchs particuliers (3), ensuite la différence de buts (4), le nombre de buts (5), et enfin le coefficient UEFA (6).
La première journée des groupes E, F, G et H devait avoir lieu le 12 septembre mais elle fut reportée au 10 octobre en raison des attentats aux États-Unis.

Le tenant du titre est placé d'office dans les têtes de série (pot 1), quelle que soit la valeur de son coefficient UEFA par rapport à celle des coefficients des autres équipes en compétition.
Légende : 
T : Tenant du titre

C : Champion national
- Qualifié pour la deuxième phase de groupes
- Éliminé mais repêché en seizièmes de finale de la Coupe UEFA

| Pot 1              | Pot 1   | Pot 2                | Pot 2  | Pot 3               | Pot 3  | Pot 4            | Pot 4  |
| ------------------ | ------- | -------------------- | ------ | ------------------- | ------ | ---------------- | ------ |
| Bayern Munich T C  | 110.316 | Borussia Dortmund    | 73.315 | Schalke 04          | 57.316 | FC Nantes C      | 45.176 |
| Real MadridC       | 114.605 | Galatasaray          | 71.987 | Bayer Leverkusen    | 56.315 | RSC AnderlechtC  | 43.075 |
| Manchester UnitedC | 110.644 | FC Porto             | 68.136 | Dynamo Kiev C       | 55.915 | Sparta Prague C  | 37.395 |
| FC Barcelone       | 108.604 | AS RomaC             | 68.119 | Lokomotiv Moscou    | 53.853 | Panathinaikos    | 37.183 |
| SS Lazio           | 105.119 | Olympique Lyonnais   | 64.176 | Rosenborg BKC       | 53.799 | Boavista FC C    | 28.137 |
| Juventus FC        | 98.119  | Deportivo la Corogne | 63.605 | Feyenoord Rotterdam | 53.124 | Celtic Glasgow C | 25.310 |
| Arsenal FC         | 76.644  | Spartak MoscouC      | 61.854 | PSV EindhovenC      | 51.124 | Fenerbahçe SKC   | 24.987 |
| Liverpool FC       | 73.643  | RCD Majorque         | 60.604 | OlympiakosC         | 47.183 | Lille OSC        | 21.175 |

Légende des classements
- Qualifié pour la deuxième phase de groupes
- Éliminé mais repêché en seizièmes de finale de la Coupe UEFA

Légende des résultats
- Victoire à domicile
- Match nul
- Victoire à l'extérieur

### Groupe A
| Rang | Équipe           | Pts | J | G | N | P | Bp | Bc | Diff |  | Résultats (▼ dom., ► ext.) |     |     |     |     |
| ---- | ---------------- | --- | - | - | - | - | -- | -- | ---- |  | -------------------------- | --- | --- | --- | --- |
| 1    | Real Madrid CF   | 13  | 6 | 4 | 1 | 1 | 13 | 5  | +8   |  | Real Madrid CF             |     | 1-1 | 4-0 | 4-1 |
| 2    | AS Rome          | 9   | 6 | 2 | 3 | 1 | 6  | 5  | +1   |  | AS Rome                    | 1-2 |     | 2-1 | 1-1 |
| 3    | Lokomotiv Moscou | 7   | 6 | 2 | 1 | 3 | 9  | 9  | 0    |  | Lokomotiv Moscou           | 2-0 | 0-1 |     | 1-1 |
| 4    | RSC Anderlecht   | 3   | 6 | 0 | 3 | 3 | 4  | 13 | -9   |  | RSC Anderlecht             | 0-2 | 0-0 | 1-5 |     |

### Groupe B
| Rang | Équipe            | Pts | J | G | N | P | Bp | Bc | Diff |  | Résultats (▼ dom., ► ext.) |     |     |     |     |
| ---- | ----------------- | --- | - | - | - | - | -- | -- | ---- |  | -------------------------- | --- | --- | --- | --- |
| 1    | Liverpool FC      | 12  | 6 | 3 | 3 | 0 | 7  | 3  | +4   |  | Liverpool FC               |     | 1-1 | 2-0 | 1-0 |
| 2    | Boavista FC       | 8   | 6 | 2 | 2 | 2 | 8  | 7  | +1   |  | Boavista FC                | 1-1 |     | 2-1 | 3-1 |
| 3    | Borussia Dortmund | 8   | 6 | 2 | 2 | 2 | 6  | 7  | -1   |  | Borussia Dortmund          | 0-0 | 2-1 |     | 1-0 |
| 4    | Dynamo Kiev       | 4   | 6 | 1 | 1 | 4 | 5  | 9  | -4   |  | Dynamo Kiev                | 1-2 | 1-0 | 2-2 |     |

### Groupe C
| Rang | Équipe        | Pts | J | G | N | P | Bp | Bc | Diff |  | Résultats (▼ dom., ► ext.) |     |     |     |     |
| ---- | ------------- | --- | - | - | - | - | -- | -- | ---- |  | -------------------------- | --- | --- | --- | --- |
| 1    | Panathinaïkos | 12  | 6 | 4 | 0 | 2 | 8  | 3  | +5   |  | Panathinaïkos              |     | 1-0 | 2-0 | 2-0 |
| 2    | Arsenal FC    | 9   | 6 | 3 | 0 | 3 | 9  | 9  | 0    |  | Arsenal FC                 | 2-1 |     | 3-1 | 3-2 |
| 3    | RCD Majorque  | 9   | 6 | 3 | 0 | 3 | 4  | 9  | -5   |  | RCD Majorque               | 1-0 | 1-0 |     | 0-4 |
| 4    | FC Schalke 04 | 6   | 6 | 2 | 0 | 4 | 9  | 9  | 0    |  | FC Schalke 04              | 0-2 | 3-1 | 0-1 |     |

### Groupe D
| Rang | Équipe        | Pts | J | G | N | P | Bp | Bc | Diff |  | Résultats (▼ dom., ► ext.) |     |     |     |     |
| ---- | ------------- | --- | - | - | - | - | -- | -- | ---- |  | -------------------------- | --- | --- | --- | --- |
| 1    | FC Nantes     | 11  | 6 | 3 | 2 | 1 | 8  | 3  | +5   |  | FC Nantes                  |     | 0-1 | 4-1 | 1-0 |
| 2    | Galatasaray   | 10  | 6 | 3 | 1 | 2 | 5  | 4  | +1   |  | Galatasaray                | 0-0 |     | 2-0 | 1-0 |
| 3    | PSV Eindhoven | 7   | 6 | 2 | 1 | 3 | 6  | 9  | -3   |  | PSV Eindhoven              | 0-0 | 3-1 |     | 1-0 |
| 4    | Lazio Rome    | 6   | 6 | 2 | 0 | 4 | 4  | 7  | -3   |  | Lazio Rome                 | 1-3 | 1-0 | 2-1 |     |

### Groupe E
| Rang | Équipe       | Pts | J | G | N | P | Bp | Bc | Diff |  | Résultats (▼ dom., ► ext.) |     |     |     |     |
| ---- | ------------ | --- | - | - | - | - | -- | -- | ---- |  | -------------------------- | --- | --- | --- | --- |
| 1    | Juventus     | 11  | 6 | 3 | 2 | 1 | 11 | 8  | +3   |  | Juventus                   |     | 3-1 | 3-2 | 1-0 |
| 2    | FC Porto     | 10  | 6 | 3 | 1 | 2 | 7  | 5  | +2   |  | FC Porto                   | 0-0 |     | 3-0 | 1-0 |
| 3    | Celtic FC    | 9   | 6 | 3 | 0 | 3 | 8  | 11 | -3   |  | Celtic FC                  | 4-3 | 1-0 |     | 1-0 |
| 4    | Rosenborg BK | 4   | 6 | 1 | 1 | 4 | 4  | 6  | -2   |  | Rosenborg BK               | 1-1 | 1-2 | 2-0 |     |

### Groupe F
| Rang | Équipe             | Pts | J | G | N | P | Bp | Bc | Diff |  | Résultats (▼ dom., ► ext.) |     |     |     |     |
| ---- | ------------------ | --- | - | - | - | - | -- | -- | ---- |  | -------------------------- | --- | --- | --- | --- |
| 1    | FC Barcelone       | 15  | 6 | 5 | 0 | 1 | 12 | 5  | +7   |  | FC Barcelone               |     | 2-1 | 2-0 | 1-0 |
| 2    | Bayer Leverkusen   | 12  | 6 | 4 | 0 | 2 | 10 | 9  | +1   |  | Bayer Leverkusen           | 2-1 |     | 2-4 | 2-1 |
| 3    | Olympique lyonnais | 9   | 6 | 3 | 0 | 3 | 10 | 9  | +1   |  | Olympique lyonnais         | 2-3 | 0-1 |     | 3-1 |
| 4    | Fenerbahçe         | 0   | 6 | 0 | 0 | 6 | 3  | 12 | -9   |  | Fenerbahçe                 | 0-3 | 1-2 | 0-1 |     |

### Groupe G
| Rang | Équipe               | Pts | J | G | N | P | Bp | Bc | Diff |  | Résultats (▼ dom., ► ext.) |     |     |     |     |
| ---- | -------------------- | --- | - | - | - | - | -- | -- | ---- |  | -------------------------- | --- | --- | --- | --- |
| 1    | Deportivo La Corogne | 10  | 6 | 2 | 4 | 0 | 10 | 8  | +2   |  | Deportivo La Corogne       |     | 2-1 | 1-1 | 2-2 |
| 2    | Manchester United FC | 10  | 6 | 3 | 1 | 2 | 10 | 6  | +4   |  | Manchester United FC       | 2-3 |     | 1-0 | 3-0 |
| 3    | Lille OSC            | 6   | 6 | 1 | 3 | 2 | 7  | 7  | 0    |  | Lille OSC                  | 1-1 | 1-1 |     | 3-1 |
| 4    | Olympiakos           | 5   | 6 | 1 | 2 | 3 | 6  | 12 | -6   |  | Olympiakos                 | 1-1 | 0-2 | 2-1 |     |

### Groupe H
| Rang | Équipe              | Pts | J | G | N | P | Bp | Bc | Diff |  | Résultats (▼ dom., ► ext.) |     |     |     |     |
| ---- | ------------------- | --- | - | - | - | - | -- | -- | ---- |  | -------------------------- | --- | --- | --- | --- |
| 1    | Bayern Munich       | 14  | 6 | 4 | 2 | 0 | 14 | 5  | +9   |  | Bayern Munich              |     | 0-0 | 3-1 | 5-1 |
| 2    | Sparta Prague       | 11  | 6 | 3 | 2 | 1 | 10 | 3  | +7   |  | Sparta Prague              | 0-1 |     | 4-0 | 2-0 |
| 3    | Feyenoord Rotterdam | 5   | 6 | 1 | 2 | 3 | 7  | 14 | -7   |  | Feyenoord Rotterdam        | 2-2 | 0-2 |     | 2-1 |
| 4    | Spartak Moscou      | 2   | 6 | 0 | 2 | 4 | 7  | 16 | -9   |  | Spartak Moscou             | 1-3 | 2-2 | 2-2 |     |

## Deuxième phase de groupes
Les 16 équipes sont réparties en quatre groupes de quatre équipes. Chaque équipe joue deux fois contre les trois autres équipes du groupe. Les deux premiers de chaque groupe sont qualifiés pour les quarts de finale. Les règles de départage des équipes utilisées lors du tour précédent sont appliquées de la même façon.
Légende des classements
- Qualifié pour les quarts de finale

Légende des résultats
- Victoire à domicile
- Match nul
- Victoire à l'extérieur

### Groupe A
| Rang | Équipe               | Pts | J | G | N | P | Bp | Bc | Diff |  | Résultats (▼ dom., ► ext.) |     |     |     |     |
| ---- | -------------------- | --- | - | - | - | - | -- | -- | ---- |  | -------------------------- | --- | --- | --- | --- |
| 1    | Manchester United FC | 12  | 6 | 3 | 3 | 0 | 13 | 3  | +10  |  | Manchester United FC       |     | 0-0 | 3-0 | 5-1 |
| 2    | Bayern Munich        | 12  | 6 | 3 | 3 | 0 | 5  | 2  | +3   |  | Bayern Munich              | 1-1 |     | 1-0 | 2-1 |
| 3    | Boavista FC          | 5   | 6 | 1 | 2 | 3 | 2  | 8  | -6   |  | Boavista FC                | 0-3 | 0-0 |     | 1-0 |
| 4    | FC Nantes            | 2   | 6 | 0 | 2 | 4 | 4  | 11 | -7   |  | FC Nantes                  | 1-1 | 0-1 | 1-1 |     |

### Groupe B
| Rang | Équipe       | Pts | J | G | N | P | Bp | Bc | Diff |  | Résultats (▼ dom., ► ext.) |     |     |     |     |
| ---- | ------------ | --- | - | - | - | - | -- | -- | ---- |  | -------------------------- | --- | --- | --- | --- |
| 1    | FC Barcelone | 9   | 6 | 2 | 3 | 1 | 7  | 7  | 0    |  | FC Barcelone               |     | 0-0 | 1-1 | 2-2 |
| 2    | Liverpool FC | 7   | 6 | 1 | 4 | 1 | 4  | 4  | 0    |  | Liverpool FC               | 1-3 |     | 2-0 | 0-0 |
| 3    | AS Rome      | 7   | 6 | 1 | 4 | 1 | 6  | 5  | +1   |  | AS Rome                    | 3-0 | 0-0 |     | 1-1 |
| 4    | Galatasaray  | 5   | 6 | 0 | 5 | 1 | 5  | 6  | -1   |  | Galatasaray                | 0-1 | 1-1 | 1-1 |     |

### Groupe C
| Rang | Équipe         | Pts | J | G | N | P | Bp | Bc | Diff |  | Résultats (▼ dom., ► ext.) |     |     |     |     |
| ---- | -------------- | --- | - | - | - | - | -- | -- | ---- |  | -------------------------- | --- | --- | --- | --- |
| 1    | Real Madrid CF | 16  | 6 | 5 | 1 | 0 | 14 | 5  | +9   |  | Real Madrid CF             |     | 3-0 | 3-0 | 1-0 |
| 2    | Panathinaïkos  | 8   | 6 | 2 | 2 | 2 | 7  | 8  | -1   |  | Panathinaïkos              | 2-2 |     | 2-1 | 0-0 |
| 3    | Sparta Prague  | 6   | 6 | 2 | 0 | 4 | 6  | 10 | -4   |  | Sparta Prague              | 2-3 | 0-2 |     | 2-0 |
| 4    | FC Porto       | 4   | 6 | 1 | 1 | 4 | 3  | 7  | -4   |  | FC Porto                   | 1-2 | 2-1 | 0-1 |     |

### Groupe D
| Rang | Équipe               | Pts | J | G | N | P | Bp | Bc | Diff |  | Résultats (▼ dom., ► ext.) |     |     |     |     |
| ---- | -------------------- | --- | - | - | - | - | -- | -- | ---- |  | -------------------------- | --- | --- | --- | --- |
| 1    | Bayer Leverkusen     | 10  | 6 | 3 | 1 | 2 | 11 | 11 | 0    |  | Bayer Leverkusen           |     | 3-0 | 1-1 | 3-1 |
| 2    | Deportivo La Corogne | 10  | 6 | 3 | 1 | 2 | 7  | 6  | +1   |  | Deportivo La Corogne       | 1-3 |     | 2-0 | 2-0 |
| 3    | Arsenal FC           | 7   | 6 | 2 | 1 | 3 | 8  | 8  | 0    |  | Arsenal FC                 | 4-1 | 0-2 |     | 3-1 |
| 4    | Juventus             | 7   | 6 | 2 | 1 | 3 | 7  | 8  | -1   |  | Juventus                   | 4-0 | 0-0 | 1-0 |     |

## Tableau final
|  | Quarts de finale     | Quarts de finale     | Quarts de finale | Quarts de finale |                   |                   | Demi-finales | Demi-finales | Demi-finales | Demi-finales |  |  | Finale                             | Finale | Finale | Finale |
|  |                      |                      |                  |                  |                   |                   |              |              |              |              |  |  |                                    |        |        |        |
|  |                      |                      |                  |                  |                   |                   |              |              |              |              |  |  | 15 mai 2002, Hampden Park, Glasgow |        |        |        |
|  |                      |                      |                  |                  |                   |                   |              |              |              |              |  |  |                                    |        |        |        |
|  | Deportivo La Corogne | Deportivo La Corogne | 0                | 2                |                   |                   |              |              |              |              |  |  |                                    |        |        |        |
|  | Deportivo La Corogne | Deportivo La Corogne | 0                | 2                |                   |                   |              |              |              |              |  |  |                                    |        |        |        |
|  | Manchester United    | Manchester United    | 2                | 3                |                   |                   |              |              |              |              |  |  |                                    |        |        |        |
|  | Manchester United    | Manchester United    | 2                | 3                | Manchester United | Manchester United | 2            | 1            |              |              |  |  |                                    |        |        |        |
|  |                      |                      |                  |                  | Manchester United | Manchester United | 2            | 1            |              |              |  |  |                                    |        |        |        |
|  |                      |                      | Bayer Leverkusen | Bayer Leverkusen | 2E                | 1                 |              |              |              |              |  |  |                                    |        |        |        |
|  | Liverpool            | Liverpool            | Bayer Leverkusen | Bayer Leverkusen | 2E                | 1                 | 1            | 2            |              |              |  |  |                                    |        |        |        |
|  | Liverpool            | Liverpool            |                  |                  |                   |                   |              | 2            |              |              |  |  |                                    |        |        |        |
|  | Bayer Leverkusen     | Bayer Leverkusen     | 0                | 4                |                   |                   |              |              |              |              |  |  |                                    |        |        |        |
|  | Bayer Leverkusen     | Bayer Leverkusen     | 0                | 4                | Bayer Leverkusen  | Bayer Leverkusen  | 1            | 1            |              |              |  |  |                                    |        |        |        |
|  |                      |                      |                  |                  | Bayer Leverkusen  | Bayer Leverkusen  | 1            | 1            |              |              |  |  |                                    |        |        |        |
|  |                      |                      | Real Madrid      | Real Madrid      | 2                 | 2                 |              |              |              |              |  |  |                                    |        |        |        |
|  | Panathinaïkos        | Panathinaïkos        | Real Madrid      | Real Madrid      | 2                 | 2                 | 1            | 1            |              |              |  |  |                                    |        |        |        |
|  | Panathinaïkos        | Panathinaïkos        |                  |                  |                   |                   |              |              |              |              |  |  |                                    |        |        |        |
|  | FC Barcelone         | FC Barcelone         | 0                | 3                |                   |                   |              |              |              |              |  |  |                                    |        |        |        |
|  | FC Barcelone         | FC Barcelone         | 0                | 3                | FC Barcelone      | FC Barcelone      | 0            | 1            |              |              |  |  |                                    |        |        |        |
|  |                      |                      |                  |                  | FC Barcelone      | FC Barcelone      | 0            | 1            |              |              |  |  |                                    |        |        |        |
|  |                      |                      | Real Madrid      | Real Madrid      | 2                 | 1                 |              |              |              |              |  |  |                                    |        |        |        |
|  | Bayern Munich        | Bayern Munich        | Real Madrid      | Real Madrid      | 2                 | 1                 | 2            | 0            |              |              |  |  |                                    |        |        |        |
|  | Bayern Munich        | Bayern Munich        |                  |                  |                   |                   |              | 0            |              |              |  |  |                                    |        |        |        |
|  | Real Madrid          | Real Madrid          | 1                | 2                |                   |                   |              |              |              |              |  |  |                                    |        |        |        |
|  | Real Madrid          | Real Madrid          | 1                | 2                |                   |                   |              |              |              |              |  |  |                                    |        |        |        |
|  |                      |                      |                  |                  |                   |                   |              |              |              |              |  |  |                                    |        |        |        |

## Quarts de finale
| Équipe 1             | Résultat | Équipe 2             | Aller | Retour |
| -------------------- | -------- | -------------------- | ----- | ------ |
| Bayern Munich        | 2 - 3    | Real Madrid CF       | 2 - 1 | 0 - 2  |
| Deportivo La Corogne | 2 - 5    | Manchester United FC | 0 - 2 | 2 - 3  |
| Panathinaïkos        | 2 - 3    | FC Barcelone         | 1 - 0 | 1 - 3  |
| Liverpool FC         | 3 - 4    | Bayer Leverkusen     | 1 - 0 | 2 - 4  |

## Demi-finales
| Équipe 1             | Résultat | Équipe 2         | Aller | Retour |
| -------------------- | -------- | ---------------- | ----- | ------ |
| FC Barcelone         | 1 - 3    | Real Madrid CF   | 0 - 2 | 1 - 1  |
| Manchester United FC | 3 - 3E   | Bayer Leverkusen | 2 - 2 | 1 - 1  |

## Finale
| 15 mai 2002 | Bayer Leverkusen | 1 - 2 | Real Madrid          | Hampden Park, Glasgow                      |                                            |
| 20:45 WEST  | Lúcio 13e        |       | Raúl 8e · Zidane 45e | Spectateurs : 50 499 Arbitrage : Urs Meier | Spectateurs : 50 499 Arbitrage : Urs Meier |
| 20:45 WEST  | Rapport          |       |                      | Spectateurs : 50 499 Arbitrage : Urs Meier | Spectateurs : 50 499 Arbitrage : Urs Meier |

| Bayer Leverkusen | Real Madrid |

| BAYER LEVERKUSEN : |    |                     |  |       |
|                    |    |                     |  |       |
| GB                 | 1  | Hans-Jörg Butt      |  |       |
| ArD                | 26 | Zoltan Sebescen     |  | 65e   |
| DC                 | 6  | Boris Živković      |  |       |
| DC                 | 19 | Lúcio               |  | 90+1e |
| ArG                | 35 | Diego Placente      |  |       |
| Mdf                | 28 | Carsten Ramelow (c) |  |       |
| MD                 | 25 | Bernd Schneider     |  |       |
| MC                 | 13 | Michael Ballack     |  |       |
| MG                 | 23 | Thomas Brdaric      |  | 39e   |
| Moff               | 10 | Yıldıray Baştürk    |  |       |
| Att                | 27 | Oliver Neuville     |  |       |
| Remplaçants :      |    |                     |  |       |
| GB                 | 20 | Frank Jurić         |  |       |
| D                  | 3  | Marko Babić         |  | 90+1e |
| D                  | 47 | Thomas Kleine       |  |       |
| M                  | 32 | Anel Džaka          |  |       |
| MF                 | 15 | Jurica Vranješ      |  |       |
| Att                | 9  | Ulf Kirsten         |  | 65e   |
| Att                | 12 | Dimitar Berbatov    |  | 39e   |
| Entraîneur :       |    |                     |  |       |
| Klaus Toppmöller   |    |                     |  |       |

| REAL MADRID :      |    |                     |       |     |
|                    |    |                     |       |     |
| GB                 | 13 | César               |       | 68e |
| Ard                | 2  | Míchel Salgado      | 45+2e |     |
| DC                 | 4  | Fernando Hierro (c) |       |     |
| DC                 | 6  | Iván Helguera       |       |     |
| ArG                | 3  | Roberto Carlos      | 89e   |     |
| Mdf                | 24 | Claude Makélélé     |       | 73e |
| MD                 | 10 | Luís Figo           |       | 58e |
| MG                 | 21 | Santiago Solari     |       |     |
| Moff               | 5  | Zinédine Zidane     |       |     |
| Att                | 7  | Raúl                |       |     |
| Att                | 9  | Fernando Morientes  |       |     |
| Remplaçants :      |    |                     |       |     |
| GB                 | 1  | Iker Casillas       |       | 68e |
| D                  | 18 | Aitor Karanka       |       |     |
| D                  | 31 | Francisco Pavón     |       |     |
| M                  | 8  | Steve McManaman     |       | 58e |
| M                  | 14 | Guti                |       |     |
| M                  | 16 | Flávio Conceição    |       | 73e |
| Att                | 23 | Pedro Munitis       |       |     |
| Entraîneur :       |    |                     |       |     |
| Vicente del Bosque |    |                     |       |     |

| Homme du match : Zinédine Zidane (Real Madrid) Assistants de l'arbitre : Francesco Buragina Felix Züger Quatrième arbitre : Massimo Busacca |